# 공지천

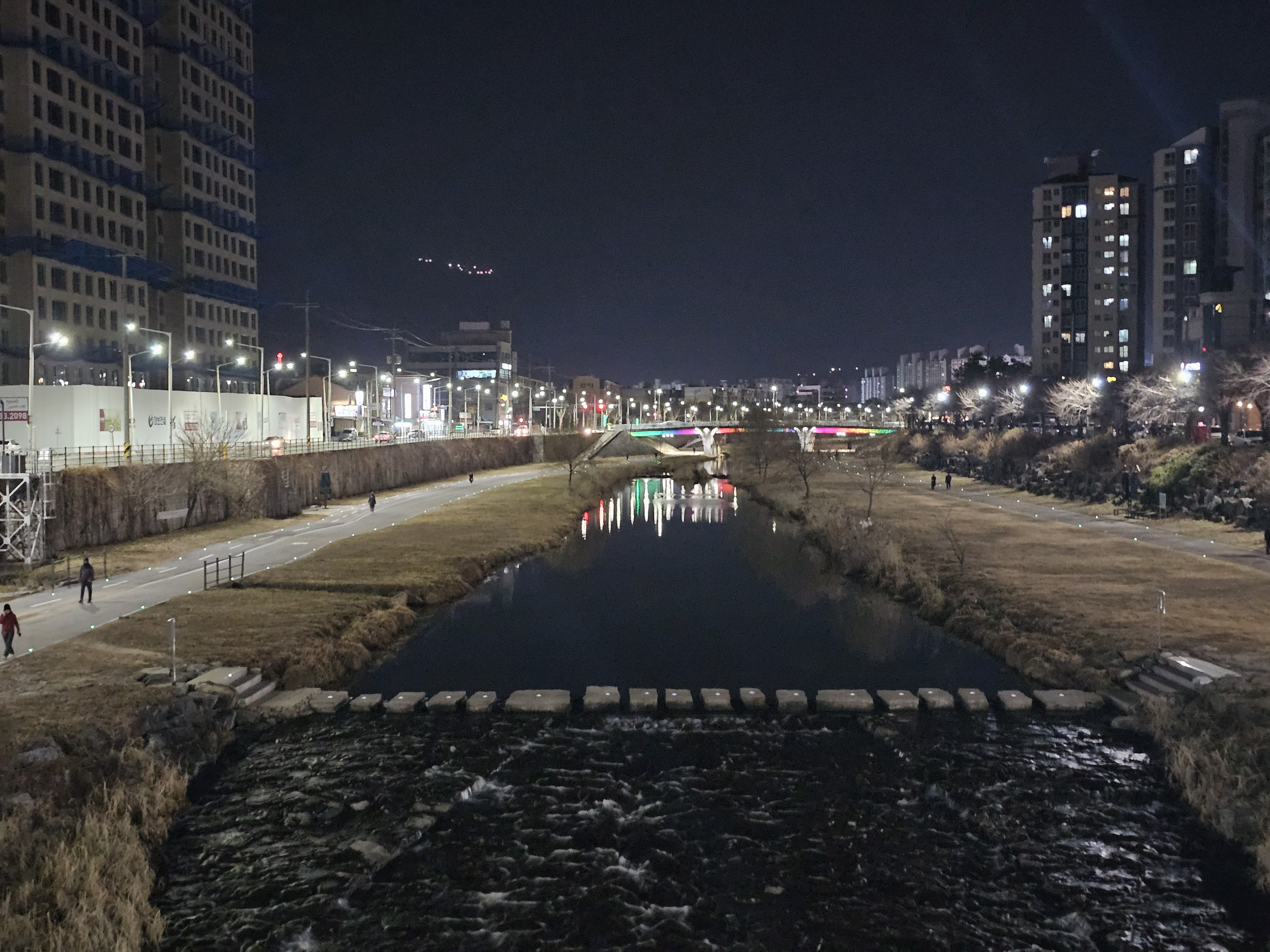
공지천 야경

공지천(孔之川)은 강원특별자치도 춘천시에 있는 북한강의 지류이다. 공지천변에 유원지 및 공원이 조성되어 있어 분수대를 비롯해 오리배를 탈 수 있는 보트장이 있다. 야외공연장이 있어 상시 공연이 이루어진다. 호수로 둘러쌓여 있어 겨울을 제외한 3계절 동안 중도와 의암호를 바라보며 물놀이가 가능하다.
롤러스케이트와 자전거를 탈 수 있는 공간이 공지천 안에 마련되어 있다. 춘천문화방송 쪽으로 향하는 뒷길의 벚꽃을 보러 봄에 사람들이 찾는다. 또 근처에 에티오피아 참전 기념관이 있다.
춘천시 동내면 학곡리와 사암리 일대(대룡산)에서 발원한다. 이후 북서쪽으로 흘러 석사동, 퇴계동, 강남동, 효자동 시가지를 지나고 북한강(의암호)에 합류한다. 하천연장은 5.6km, 유로연장은 6.73km, 유역면적은 53.67km2이다.

## 어원
곰짓내 혹은 곰실내라고 부르던 것이 한자로 공지천이라 적게 되었다. 여기서 곰은 옛말로 '신(神)'을 나타내는 단어로 본다.